# Festival do Rio

Logo des Festivals 2009

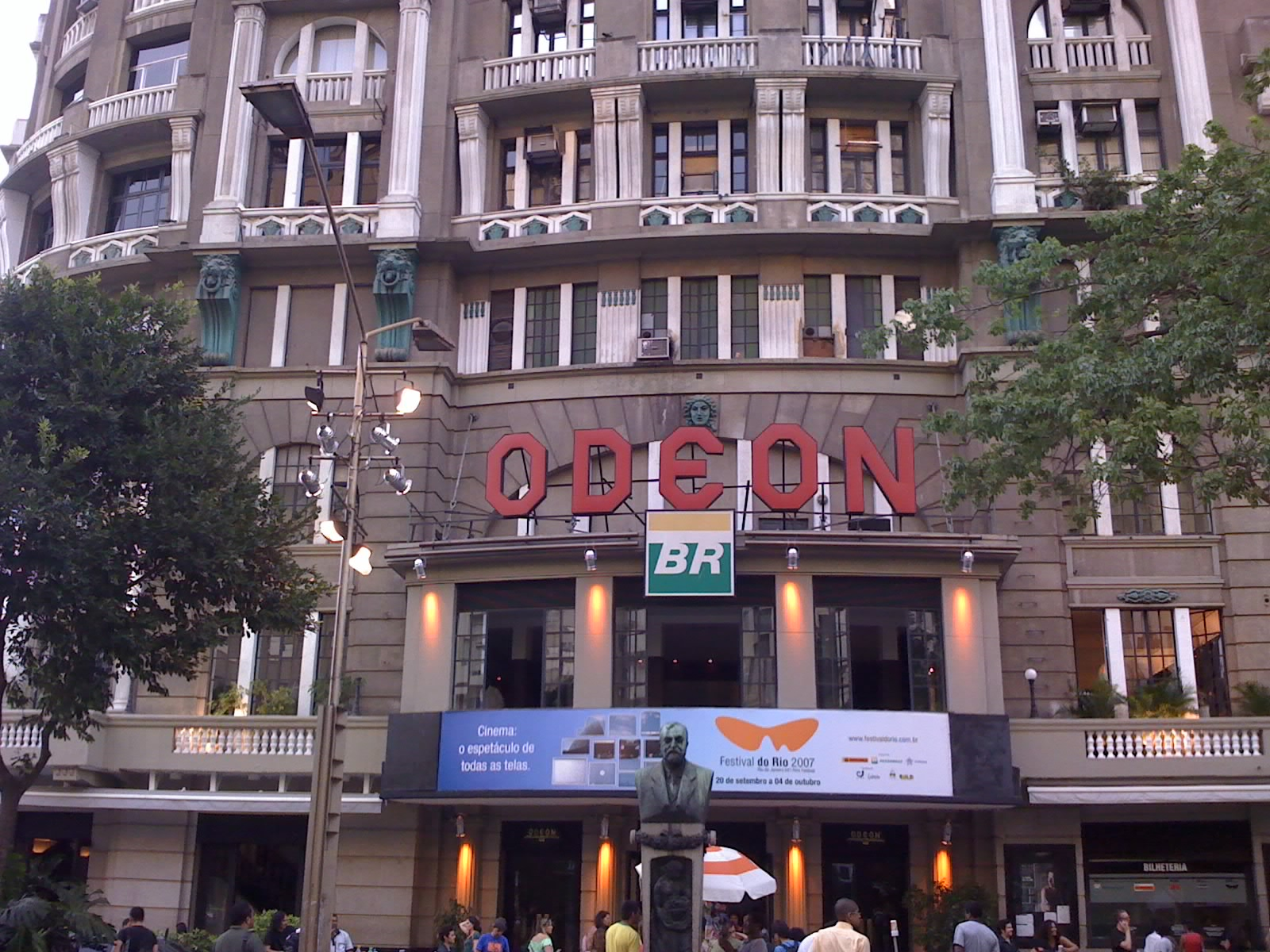
Das Odeon-Kino in Rio de Janeiro beim Festival do Rio 2007

Das Festival do Rio (Rio de Janeiro International Film Festival) ist eines der bedeutendsten internationalen Filmfestivals Brasiliens und Lateinamerikas, das jährlich in Rio de Janeiro stattfindet. 
Das Festival do Rio ging 1999 aus der Fusion der beiden größten brasilianischen Filmfestivals, dem seit 1984 bestehenden Rio Cine Festival und der seit 1988 bestehenden Mostra Banco Nacional de Cinema hervor. Seitdem findet das Festival jährlich im September und Oktober in Rio de Janeiro statt. Als Auszeichnung wird der Troféu Redentor, eine goldene Nachbildung des Cristo Redentor aus Filmrollen verliehen.